# Leuzetunnel
Der Leuzetunnel ist ein rund 300 Meter langer, dreiröhriger Straßentunnel in Stuttgart und Teil der Bundesstraße 10 und Bundesstraße 14.

## Verlauf
Der Leuzetunnel leitet den Verkehr der Bundesstraßen B 10 und B 14 in drei Röhren von der Neckarstraße bzw. dem „Leuzeknoten“ (Gabelung der B 10 Richtung Pragsattel und B 14 Richtung Zentrum) zur Uferstraße Richtung Esslingen und Waiblingen. Stadtauswärts mündet in der westlichen Röhre der Berger Tunnel und vereint den Verkehr der B 10 mit dem der B 14. Stadteinwärts führt die B 10 durch die östliche, die B 14 durch die mittlere Röhre.
Teilweise unter dem Tunnel (Weströhre und Berger Tunnel) befindet sich ein Regenüberlauf des Hauptsammlers Nesenbach mit dem größten Regenüberlaufbecken der Stadt, welcher zwischen Rosensteinbrücke und König-Karls-Brücke bei starken Regenfällen ungeklärtes Wasser in den Neckar spült.

## Geschichte
Ursprünglich wurde der Tunnel mit zwei Röhren in offener Bauweise als Überdeckelung entlang des Mineralbads Leuze gebaut. B 10 und B 14 hatten somit ab 1973 jeweils eine gemeinsame Röhre in jede Fahrtrichtung. Auf dem Tunnel entstand ein Park und Teile der Liegewiese des Mineralbades. Im Laufe der Zeit wurde am Südportal die Überdeckung erweitert. Darauf entstanden Sportflächen (u. a. Beach-Volleyballfeld) des Mineralbades.
Im Zuge des Baus des Rosensteintunnels und der damit verbundenen Neustrukturierung des Leuzeknotens wurde ab 2013, ebenfalls in offener Bauweise,  eine dritte Röhre auf der Westseite angelegt. Während der Bauarbeiten am Leuzeknoten werden (Stand 2024) alle drei Röhren nacheinander saniert. Der Verkehr wird teilweise gegenläufig durch die anderen Röhren geführt. Die Arbeiten sollen 2026 abgeschlossen sein.
Beim Bau der dritten Röhre kam bei einem spontanen Wassereinbruch ein Mensch ums Leben.